# Lia Menna Barreto
Lia Mascarenhas Menna Barreto (Rio de Janeiro, 3 de março de 1959) é uma artista brasileira atualmente radicada no Rio Grande do Sul. 

## Biografia
Lia nasceu no Rio de Janeiro em 3 de março de 1959. Passou a infância em São Paulo, onde morou até os 13 anos. Na década de 1970 mudou-se para o Rio Grande do Sul. Barreto atualmente mora em Eldorado do Sul, no Rio Grande do Sul, com o marido, o artista plástico brasileiro Mauro Fuke, e a filha.

## Educação
Entre 1975 e 1978 Lia fez cursos de arte e desenho no Ateliê Livre da Prefeitura de Porto Alegre. Em 1984, estudou pintura e desenho com Luiz Paulo Baravelli (1942) e Rubens Gerchman (1942 - 2008), respectivamente. Ela recebeu seu bacharelado em desenho pela Universidade Federal do Rio Grande do Sul (UFRGS) em 1985.

## Carreira
Em 1985, mesmo ano de sua formatura, o Museu de Arte do Rio Grande do Sul (MARGS) de Porto Alegre apresentou sua primeira exposição individual e em 1988 seu trabalho foi apresentado no 10º Salão Nacional de Artes Plásticas da Fundação Nacional de Artes (Funarte), recebendo o Prêmio Aquisição.
Durante a década de 1990 — após várias exposições em galerias de São Paulo e do Rio de Janeiro — Lia foi contratada pela Galeria Thomas Cohn, especializada em arte contemporânea e localizada no Rio de Janeiro, a mesma galeria a quem se credita o lançamento das carreiras de Leda Catunda e Leonilson. A galeria Thomas Cohn apresentou sua primeira exposição fora de Porto Alegre.
Após seu reconhecimento nacional, entre 1993 e 1994 Lia viveu como bolsista na Universidade Stanford pela International Fellowship in the Visual Arts. A artista também já expôs na Bienal de Artes de Los Angeles em 1997, e duas vezes na Bienal do Mercosul (1ª e 4ª edições).

## Recepção crítica
Vários críticos têm apontado sua obra como uma espécie de desconstrução ou subversão da infância, por meio da manipulação de bonecas e brinquedos de plástico, linha que começou a explorar nos anos 1990, e embora a crítica enfatize os aspectos simbólicos dos procedimentos, para a artista o mais importante é o aspecto formal que resulta do reuso e da transformação de material industrializado. Em entrevista para o projeto Mulheres na Arte Contemporânea, ela disse: "As pessoas estão tão acostumadas que veem uma obra minha e já pensam no lado mais perverso. Por exemplo, tenho um trabalho em que derreto umas bonecas de plástico sobre seda pura. Eu não vejo perversidade nisso, eu vejo que eu peguei um material de plástico e derreti. Era uma boneca, mas eu não fiz para discutir um assunto mais profundo. Eu estou trabalhando plasticamente com um material".
Katia Kanton, escrevendo na Poliester Magazine, descreve seu trabalho desta forma: "Em suas estranhas operações formais, Lia Menna Barreto desafia a maneira adocicada de ver o mundo infantil. Sua visão radical engendra um relevante comentário social que envolve e questiona a opressão da experiência cotidiana, cheia de mutilações e perdas e sentimentos de segurança e perigo." Ainda sobre o trabalho de Barreto com bonecos, Paulo Herkenhoff diz: "Em nenhum momento Menna Barreto parece estar interessada em que brinquedos se reduzam a metáforas antropomórficas. O que lhe interessa, de fato, são as possibilidades de, em trabalhando com brinquedos, intervir numa ordem dos objetos e operar no campo da falência da razão e de sua crise. [...] Na obra, o brinquedo revela-se, então, como jogo de linguagem. Na obra de Menna Barreto, a experiência é a do desaprendizado e da transgressão. A crise, mais precisamente, é do próprio sujeito."
Em alguns dos trabalhos com bonecas ela incorpora elementos naturais, como plantas vivas ou raízes secas. Segundo Maria Hirszmann, comentando a instalação Bonecas com plantas, "esse estranho painel de cabeças [de boneca] para baixo, transformadas em vasos, provoca sentimentos ambíguos no espectador. Num primeiro contato, esse painel de cabeças tem algo de perverso. No entanto, depois de uma observação mais cuidadosa chega-se à aproximação afetiva desejada por Lia. As diferentes bonecas — e as plantas que hospedam, recolhidas no sítio em que mora — ganham vida própria". Para a artista, a intenção não é transmitir uma ideia de perversão, o que em sua visão reduziria e banalizaria o trabalho: "Não estou pensando em fazer crueldades com a boneca, mas em colocar vida dentro dela". Já em Máquina de bordar ela faz germinar sementes de milho sobre um tecido umedecido. As raízes crescem e depois de secas formam o aspecto de um bordado. Diz a artista que o que mais lhe interessa neste trabalho é "a questão da passagem do tempo e o cuidado diário que o trabalho requer".